# Simmeringer Had
Die Simmeringer Had (meist auch nur Had genannt) ist ein Fußballstadion im 11. Wiener Gemeindebezirk Simmering. Es ist die Heimat des Fußballvereins 1. Simmeringer SC. Der Name der Anlage leitet sich von der Landschaft Simmeringer Haide ab, wo die Had im geografischen Sinne auch ursprünglich angesiedelt war. Der Fußballplatz des 1. Simmeringer Sportclubs wurde jedoch öfter verlegt, sodass der Name Had nur mehr etwas mit der Ortsangabe des Fußballplatzes zu tun hat.

## Had 1
Standort
Auf der ursprünglichen Had an der Kreuzung Rinnböckstraße und Zippererstraße wurde nur in den Anfangsjahren gespielt, jedoch war der Platz von den Gegnern gefürchtet, da auf dem harten Boden nur spärlich Gras wuchs und trotz einer fehlenden Tribüne 4000 bis 5000 Zuseher eine beispielslose, aber auch für Gegner und Schiedsrichter gefährliche Atmosphäre schufen. So suchten die Vereinsverantwortlichen einen neuen Standort für ein Stadion und fanden es in der Leberstraße in der Nähe des Sankt Marxer Friedhofs – die „Wanko-Gstättn“. Die ursprüngliche Had wurde noch bis in die 1950er-Jahre vom Bezirksrivalen SC Ostbahn XI genutzt, bis auf dem Gelände der Josef-Haas-Hof erbaut wurde.

## Had 2
Standort
Diese zweite Had hatte ein Fassungsvermögen von ca. 50.000 Zuschauern und war somit zur Fertigstellung 1920 das größte Stadion Österreichs. Zu dieser Zeit wurde die Had auch für größere Spiele wie beispielsweise die ÖFB-Cupfinalspiele 1920 und 1924, für Länderspiele oder aber auch für Meisterschaftsspiele anderer Vereine wie beispielsweise SC Hakoah Wien verwendet. Neben der kurz später errichteten, jedoch doppelt so großen Hohen Warte zählte die Had zu den größten Stadien Österreichs, beide wurden jedoch 1931 vom Praterstadion abgelöst, wo dann auch alle anderen großen Spiele ausgetragen wurden.
Somit war das Stadion für den Verein zu überdimensioniert, die erhofften zusätzlichen Einnahmen durch Länderspiele blieben aus und der in den 1920er-Jahren eingeführte Professionalismus brachte den Verein endgültig in eine finanzielle Notlage, sodass der Platz 1931 verkauft werden musste. Das zurückgebaute Stadion konnte der mittlerweile konsolidierte Verein 1934 zurückkaufen, sodass mit dem Wiederaufstieg in die höchste Spielklasse 1937 wieder in einem Stadion gespielt werden konnte. Der einsetzende Zweite Weltkrieg und der daraus entstandene Spielermangel führten zur Einstellung des Spielbetriebes auf der Had. Dazu kamen nach dem Krieg Ölbohrungen auf dem Platz, die eine Benutzung unmöglich machten. Erst 1948 wurde der Platz dann mithilfe der Stadt Wien wieder instand gesetzt, doch 1966 verlor man einen Rechtsstreit gegen den Grundstückseigentümer, die Simmering-Graz-Pauker-Werke und somit die Nutzungsrechte für den Sportplatz. Wiederum sprang die Stadt Wien als Helfer ein und vermittelte den ASKÖ-XI-Platz für den Verein.
Heute befindet sich auf dem Gelände neben dem Sankt Marxer Friedhof die Anschlussstelle Gürtel/Landstraße der Südosttangente Wien und zwei Werkshallen der Simmering-Graz-Pauker-Werke.

## Had 3 (aktuell)
Schließlich konnte man 1970 auf den jetzigen heutigen Standort an der Simmeringer Hauptstraße 213, 1110 Wien umziehen, wo man auch heute noch angesiedelt ist. Im Laufe der Jahre wurde der Platz immer wieder um-, jedoch vor allem zurückgebaut, sodass der heutige Kabinen- und Kantinentrakt im Erdgeschoß eines Wohnhauses liegen. Aber auch die kleinere Had birgt noch immer das Flair des Vorstadtvereins, bei dem die Zuseher sehr nahe am Geschehen teilnehmen.
Der in den 1990er Jahren gebaute Kunstrasenplatz wurde im Frühjahr 2010 komplett renoviert und erfüllt nun sogar die UEFA-Zulassungskriterien.
Im Zuge der Renovierungsarbeiten 2023 wurde eine überdachte Tribüne auf der Gegengerade und dahinter ein neuer Kabinen- und Kantinentrakt errichtet. Zusätzlich wurde der Rasenplatz in ein Kunstrasenfeld umgewandelt.